# Tomaspis inclusa
Tomaspis inclusa är en insektsart som först beskrevs av Walker 1858.  Tomaspis inclusa ingår i släktet Tomaspis och familjen spottstritar. Inga underarter finns listade i Catalogue of Life.